# Conus negroides
Conus negroides é uma espécie de caracol marinho, um molusco gastrópode marinho da família Conidae, os caracóis cônicos e seus aliados. 
Como todas as espécies do gênero Conus, esses caracóis são predadores e venenosos . Eles são capazes de “picar” humanos, portanto os vivos devem ser manuseados com cuidado ou não.

## Descrição
O tamanho de uma concha adulta varia entre 15 milímetros e 32 milímetros.

## Distribuição
Esta espécie ocorre no Oceano Atlântico ao largo de Angola .